# Champigny-en-Beauce
Champigny-en-Beauce település Franciaországban, Loir-et-Cher megyében. Lakosainak száma 607 fő (2022. január 1.). Champigny-en-Beauce Averdon, La Chapelle-Vendômoise, Conan, Rhodon, Selommes, Villefrancœur és Villemardy községekkel határos.

## Népesség
A település népességének változása:
| Lakosok száma | 462  | 472  | 481  | 631  | 592  | 585  | 604  | 618  | 619  | 607  |
|               | 1968 | 1982 | 1990 | 2006 | 2013 | 2015 | 2017 | 2019 | 2020 | 2022 |